# Саамский район
Саамский район — административно-территориальная единица в составе Ленинградской и Мурманской областей РСФСР, существовавшая в 1927—1962 годах.
Понойский район в составе Мурманского округа Ленинградской области был образован в августе 1927 года из Понойской волости Мурманской губернии.
Всего было образовано 4 с/с: Иоканьгский, Лумбовский, Понойский, Сосновский.
Иоканьговский и Лумбовский с/с имели статус лопарских национальных.
В феврале 1935 года из Ловозерского района в Понойский были переданы Семиостровский и Чальма-Варский с/с. 1 июля 1936 года Понойский район был переименован в Саамский район, а его центр перенесён в село Йоканьга. В сентябре 1937 года Чальма-Варский с/с был возвращён в Ловозерский район.
28 мая 1938 года Саамский район вошёл в состав вновь образованной Мурманской области. В том же году центром района стала Гремиха.
26 декабря 1962 года Саамский район был упразднён, а его территория разделена между Ловозерским районом и Североморским горсоветом.